# Aino Forsten
Aino Aleksandra Forsten (née Rainio le 2 avril 1885 à Maaria et morte le 27 novembre 1937 à Petroskoi) est une femme politique et éducatrice finlandaise. De 1916 à 1918, elle est députée représentant le Parti social-démocrate au  Parlement finlandais.
Après la guerre civile finlandaise de 1918, Aino Forsten se réfugié en Union soviétique où elle sera exécutée lors des Grandes Purges en 1937.

## Biographie

### Jeunesse
Aino Forsten naît dans une famille paysanne pauvre de la municipalité de Maaria, en Finlande-Propre. Après l'école primaire, elle vit à Turku et adhère au Parti social-démocrate en 1904. Deux ans plus tard, Aino Forsten s'installe à Pori, où son frère Jussi Rainio est journaliste pour la presse ouvrière locale.
Aino Forsten travaille d'abord comme vendeuse, mais elle est rapidement recrutée comme agitatrice par les sociaux-démocrates. Elle devient l'une des principales personnalités socialistes de la région de Pori et était surtout connue pour son travail auprès des travailleuses et de leurs familles.
En 1909, Forsten épouse le facteur Kaarlo Verner Forsten (1885–1956), qui est également membre du Parti social-démocrate.

### La guerre civile et la vie en Union soviétique
Aino Forsten est élue au Parlement de la Finlande aux élections législatives de 1917 dans la Circonscription du Satakunta. Pendant la guerre civile finlandaise de 1918, Aino Forsten est membre du parlement de la République socialiste des travailleurs de Finlande, le Conseil principal des travailleurs finlandais. Son mari est resté à Pori parmi les dirigeants locaux de la Garde rouge.
Après la guerre civile finlandaise, les Blancs commencent à exécuter des dirigeants rouges et la famille Forsten décide de fuir vers la Russie soviétique.
En juillet 1918, ils s'installent à Saint-Pétersbourg, où Verner Forsten travaille comme comptable pour le Parti communiste de Finlande.
Le parti a été créé en août 1918 par des réfugiés rouges à Moscou.
L'été 1920, Aino et Verner Forsten sont autorisés à s'installer en  Carélie soviétique. Aino Forsten y travaille au Département de l'éducation publique comme éducatrice pour adultes à Petroskoi. De 1923 à 1930, elle est directrice de la coopérative de consommation de Kalevala. De 1930 à 1936, elle est directrice de l'école finlandaise pour filles de Petroskoi. Verner Forsten est alors vice-ministre de l'économie de la République socialiste soviétique autonome de Carélie et président du conseil du comté de Kalevala.
En juillet 1937, Aino et Verner Forsten sont emprisonnés sous l'accusation d'activités nationalistes contre-révolutionnaires. Verner est condamné à huit ans de camp de travail en Sibérie, Aino est condamnée à la peine de mort fin novembre et est exécutée immédiatement. Le couple sera réhabilité après la mort de Joseph Staline en juillet 1955.